# Aloe 'Cholula'
Aloe 'Cholula' é uma espécie de liliopsida do gênero Aloe, pertencente à família Asphodelaceae.